# Thérèse philosophe
(Introduzione)
Thérèse philosophe, o memorie per servire alla storia di Padre Dirrag e Madamigella Éradice (Thérèse philosophe, ou mémoires pour servir à l'histoire du Père Dirrag et de Mademoiselle Éradice) è un romanzo libertino del 1748 di paternità incerta, ma solitamente attribuito - almeno nella maggioranza dei passi - alla penna di Jean-Baptiste Boyer d'Argens o autori come Xavier d'Arles de Montigny o Louis-Charles Fougeret de Monbron. Altri invece, visto che l'opera presenta digressioni filosofiche non attribuibili a scrittori considerati modesti, credono sia una creazione di Denis Diderot. 

## Contesto e attribuzione
Il libro, un autentico best seller della Francia pre-rivoluzionaria, vuole riportare in chiave pornografica e anticlericale la relazione avvenuta tra la giovane mistica Marie-Catherine Cadière, nata nel 1709 e condannata al rogo per stregoneria e "incesto spirituale" nel 1731 (sentenza poi annullata; la sua sorte finale è rimasta incerta) ed il gesuita Jean-Baptiste Girard, di quasi trent'anni più anziano di lei: i nomi che compaiono nel libro, Dirrag ed Eradice, sono difatti l'anagramma dei cognomi Girard e Cadière. Allieva di Dirrag e amica di Eradice è difatti anche la protagonista, Thérèse.
Oltre alla Lettera sui ciechi ad uso di coloro che vedono, il sospetto di aver scritto un "noto romanzo libertino" contro la Chiesa e la morale fu infatti la causa del breve arresto di Diderot nel 1749. Egli scrisse romanzi di genere erotico-filosofico nel 1748 con I gioielli indiscreti, pubblicato anonimo, e in seguito con La monaca (1780, pubblicato postumo), incentrato anch'esso sull'ipocrisia sessuale del clero e sulla repressione della sessualità. Il libro oltre a scene di erotismo riprende le teorie materialiste ed edoniste di Julien Offray de La Mettrie, ufficialmente rifiutate da Diderot, anche se si ritrovano attenuate in molti suoi scritti e lettere private. Il filosofo enciclopedista avrebbe secondo questa ipotesi scritto il romanzo in segreto, più che altro per autofinanziamento. Oggi si pensa sia opera del detto marchese d'Argens (secondo Robert Darnton e cosa pensata anche da de Sade), conoscente di La Mettrie, egli stesso scrittore e filosofo, e ospitato come lui da Federico II di Prussia per molti anni, aggiungendo tra le parti erotiche, pornografiche o descrittive, estratti filosofici presi indirettamente dagli scritti di Diderot, Meslier, Voltaire (amico personale del marchese), Bayle, Spinoza, Hobbes, Fontenelle, Montesquieu e La Mettrie stesso, tutti autori ben noti a d'Argens.
Il romanzo, oltre a scene e descrizioni esplicite di atti sessuali, contiene anche divagazioni filosofiche che si riconducono all'illuminismo dell'epoca; precede, per questa sua commistione di sessualità e filosofia, le più note ed estreme opere del Marchese de Sade (in Juliette lo cita come esser l'unico libro degno di questo nome).

## Trama

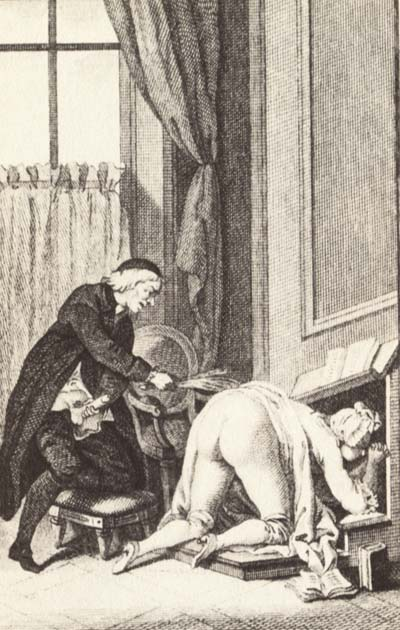
Illustrazione di Antoine Borel: Padre Dirrag frusta sul sedere Eradice.

La storia narra di una relazione erotica tra una giovane appena entrata nell'età dell'adolescenza ed un vecchio prete; il secondo cerca di liberare dalle inibizioni la ragazzina utilizzando la propria autorità religiosa. Thérèse, grazie agli insegnamenti ricevuti, diviene così una "philosophe" atea (sebbene nel romanzo siano presenti anche discorsi deisti legati al libertinismo "religioso"), immorale in materia sessuale, ed edonista alla stregua di Julien Offray de La Mettrie.
L'intera mia vita è un'incontrovertibile prova di codeste verità. Sin dalla più tenera infanzia non hanno fatto che parlarmi d'amore per la virtù e d'orrore per il vizio. «Potrete esser felice» mi si diceva «solo praticando le virtù morali e cristiane: tutto quel che le contrasta è vizio, e il vizio attira l'altrui disprezzo, e il disprezzo genera la vergogna e i rimorsi, sue conseguenze inevitabili». Persuasa della fondatezza di questi ammaestramenti, ho cercato in buona fede, fino ai miei venticinque anni, di comportarmi secondo tali principi. Vedremo con quali risultati.»
(Capitolo "Riflessioni di Thérèse sull'origine delle passioni umane")
Come allieva di Padre Dirrac, un segreto seguace del materialismo, apprende la passione che questi ha soprattutto per la pratica erotica consistente nella flagellazione; spiando da una fessura vede il gesuita che, dopo aver frustato per bene un'altra ragazza (la compagna di studi Miss Éradice) con la scusa della penitenza - ma in realtà per eccitarsi - la possiede con forza da tergo convincendola facilmente che la sensazione di estasi che sta provando è dovuta all'effetto d'una miracolosa reliquia appartenuta niente meno che a San Francesco d'Assisi.
Trasferitasi successivamente in un convento, la ragazza si ammala rischiando di morire a causa della mancanza di stimolazione fisica, ma fortunatamente per lei viene salvata da Madame C. e dall'abate T. i quali le fanno presto riprovare le gioie del piacere sessuale, oltre che imparare da loro molti discorsi e opinioni sulla filosofia politica. Thérèse prosegue la propria esperienza nelle cose d'amore con una prostituta lesbica molto esperta, infine incontra un uomo che s'innamora di lei e vuole a tutti i costi prenderla con sé come amante; ella però ha paura di morire di parto e gli rifiuta la penetrazione sessuale.

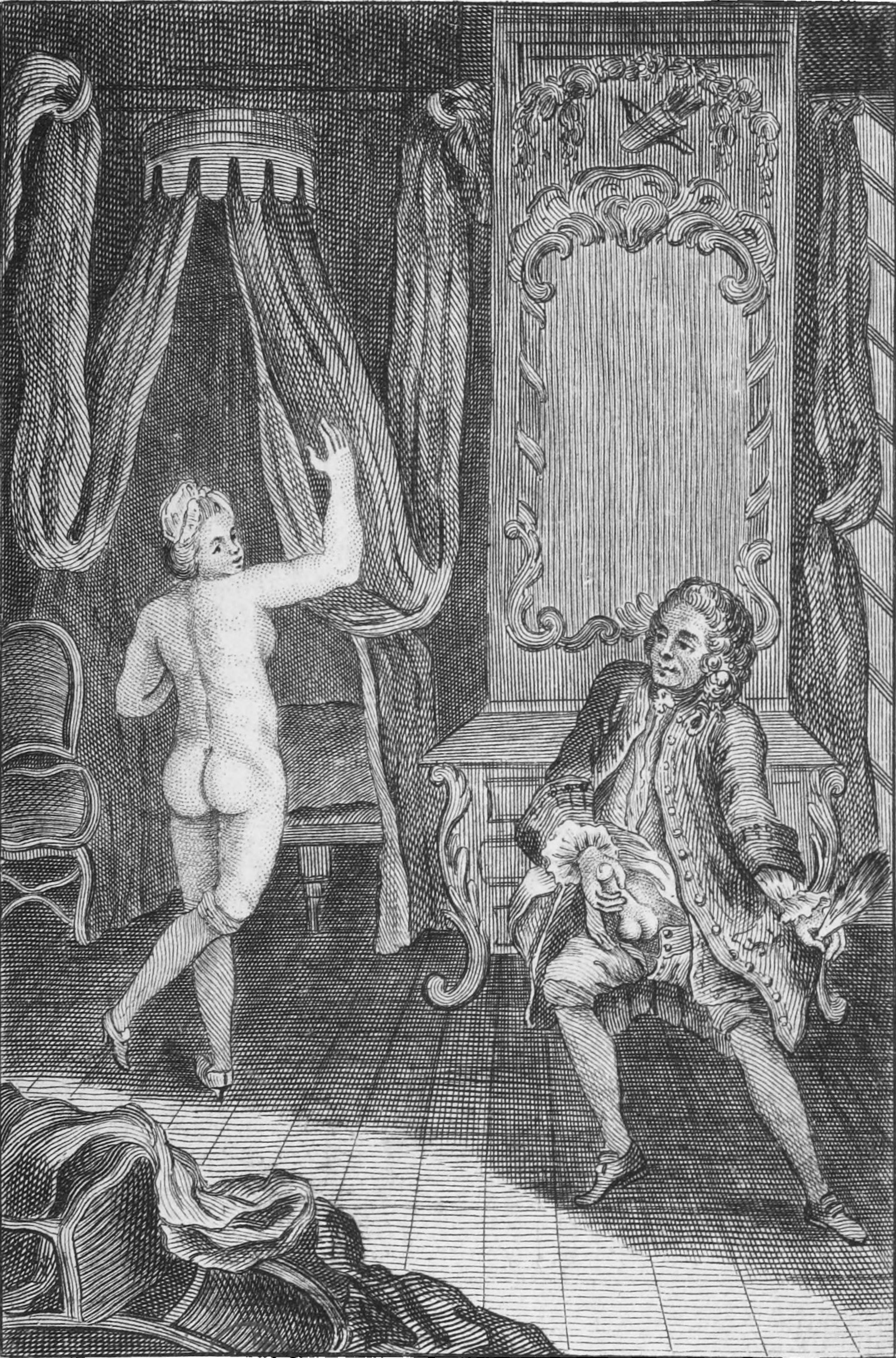
Illustrazione del 1748

Egli, un aristocratico, fa una scommessa con la giovane e bella Thérèse: se riesce a resistere chiusa per due settimane in una stanza piena di libri e dipinti erotici senza mai cedere alla tentazione della masturbazione, allora egli si asterrà definitivamente dai rapporti sessuali con lei. Thérèse perde la scommessa e diventa così l'amante permanente del conte.

## Concetti espressi
Materialismo, edonismo e ateismo vengono qui spinti all'estremo: tutti i fenomeni non sono altro che materia in movimento; la religione è una frode bella e buona, utile per continuare a tenere sottomesse le classi lavoratrici più povere.

## Edizioni italiane
- Thérèse philosophe, Ars Amandi, ES, Milano 1999, ISBN 88-86534-75-2.
- Thérèse Philosophe. Il più grande scandalo erotico dell'illuminismo, anonimo, attribuito qua a Denis Diderot; prefazione di Riccardo Reim, Roma, Lucarini, 1991; nuova ed. Roma, Coniglio Editore, poi Newton & Compton, 2007